# Zemljana cesta
Zemljana cesta je cesta bez izgrađenog kolnika ili suvremenoga kolničkog zastora (asfalt, beton ili kocka), pa i kad na priključuju javnoj cesti ima izgrađen kolnik.